# Throne Records
Throne Records es un sello discográfico independiente de metal extremo afincado en Gijón, Principado de Asturias (España). Fue creado en 2002 por Uge, tras la disolución de su anterior sello hardcore/punk Don't Belong. Throne Records está especializado en todas las variedades de música extrema: grindcore, crustcore, sludge, doom, stoner, hardcore o punk. 
Throne Records siempre ha mostrado un especial interés en el vinilo. Ha publicado las ediciones LP de muchos discos anteriormente sólo disponibles en CD, y actualmente trabajaba con licencias, para publicar álbumes de bandas como High On Fire, Cathedral, Hermano, Grief o Alabama Thunderpussy. Los diseños de las carpetas están especialmente cuidados, y normalmente de cada LP se publica una pequeña tirada en vinilo de color para coleccionistas.
Además de un sello underground, Throne Records es una distribuidora de discos.

## Throne Fest
En 2005 se organizó en Avilés (Asturias) un evento conocido como Throne Fest, que incluía a grupos de la escudería Throne. Inicialmente iba a celebrarse en noviembre, en un solo día y con High On Fire como cabezas de cartel. Lamentablemente, la banda estadounidense se cayó del cartel y el festival hubo de celebrarse en diciembre, en dos días consecutivos. El 2 de diciembre actuaron Orion, Submerge y MG-15, cayéndose los franceses Monarch del cartel. El sábado 3 de diciembre tocaron Looking For An Answer, Moho, Posession y Machetazo.

## Reestructuración 2009
En mayo de 2008, Throne Records hacía público este comunicado: 
"THRONE DISTRO tal como la conocemos hoy, dejará de existir a partir del próximo año 2009 debido a falta de tiempo y, por qué no decirlo, por falta de ventas. Cada vez menos gente compra música original y casi todo el mercado se reduce al coleccionismo de vinilo, mientras que la venta de CD (al menos en mi caso) lleva cayendo en picado varios años..."
"THRONE RECORDS seguirá en activo editando discos (aunque no tantos como hasta ahora) y limitaremos la distro a un 10% (por decir algo) de lo que es hoy y conocéis de todos estos años atrás".

## Cierre 2012
En septiembre de 2012, Throne Records hacía público este comunicado: 
Throne dejará de editar y distribuir discos a finales de 2012. 
Es el final. 
2002 – 2012: Me hace muy feliz ver que mi pequeño sello Do It Yourself llegó a completar un círculo perfecto de 10 años.
Todo lo que está vivo muere algún día. 
GRACIAS. 
En 2014 vuelve a la carga y anuncia ediciones de bandas como UNEARTHLY TRANCE, NOOTHGRUSH, CORRUPTED, THE HOWLING WIND, etc.

## Bandas
- Brainoil (USA)
- Burst (Suecia)
- Discharge (Reino Unido)
- Disfear (Suecia)
- Dystopia (USA)
- Hashassin (España)
- Hawg Jaw (USA)
- Hermano (USA)
- High On Fire (USA)
- High Tone Son Of A Bitch (USA)
- Looking For An Answer (España)
- Machetazo (España)
- MG-15 (España)
- Moho (España)
- Monarch (Francia)
- Nootgrush (USA)
- Nostromo (Suecia)
- Overnoise (España)
- Posession (España)
- Submerge (Francia)
- Taste Of Fear (USA)
- The Ocean (Alemania)
- Unsane Crisis (España)

## Ediciones
- [Chapter 01] Machetazo "Carne de cementerio" 12" LP
- [Chapter 02] Overnoise "Lethal ways to hell's kitchen doors" CD
- [Chapter 03] Dystopia "The Aftermath" CD
- [Chapter 04] Submerge "Album" CD
- [Chapter 05] Disfear "Powerload" 7" EP
- [Chapter 06] MG15 "Caos Final" 7" EP
- [Chapter 07] Brainoil DEBUT LP
- [Chapter 08] High Tone Son Of A Bitch "Better you than me" CDEP
- [Chapter 09] Unsane Crisis + Hashassin split CD
- [Chapter 10] Machetazo "TRONO DE HUESOS" 12" LP
- [Chapter 11] Machetazo + Abscess Split 7" EP
- [Chapter 12] Taste Of Fear "1991-2003 Discography" CD
- [Chapter 13] Posession "Art Diabolis" CD + video
- [Chapter 14] Hawg Jaw "Send out the dogs" CD + video
- [Chapter 15] Looking For An Answer "Buscando una respuesta" 12" LP
- [Chapter 16] Moho "20 Uñas" CD
- [Chapter 17] The Ocean "Fluxion" CD
- [Chapter ##] MG15 "Piromanía" deluxe digipack CDEP
- [Chapter 18] Monarch debut aka "Hell" aka "666" 2xCD
- [Chapter 19] Nostromo "Ecce Lex" gatefold + bonus 12" LP
- [Chapter 20] Burst "In Coveting Ways" 10" EP
- [Chapter 21] Machetazo "Sinfonías del terro ciego" 12" LP
- [Chapter 22] Discharge + MG15 Split 7" EP
- [Chapter 23] The Ocean "Aeolian + Fluxion" 3x12" LP
- [Chapter 24] High On Fire "Live from the Repalse Contamination Festival" 12" LP
- [Chapter 25] Moho "He visto la cruz al revés" 12" LP | CD + DVD
- [Chapter 26] Noothgrush "Erode the person" CD
- [Chapter 27] Monarch + Elysiüm SplitCD
- [Chapter 28] Hermano "Live at W2" 12" LP
- [Chapter 29] Monarch "Speak of the sea" 12" LP
- [Chapter 30] Monarch "Die tonight" 12" LP
- [Chapter 31] Amon Ra "Slaves to the moon" CD
- [Chapter 32] Monarch / Grey Daturas "Dawn of the Catalyst" 12" LP / CD
- [Chapter 33] Corrupted "Nadie" 12" EP
- [Chapter 34] The Ocean "Precambian" 3x12" LP
- [Chapter 35] Dystopia "Final" CD
- [Chapter 36] Dystopia "Human=Garbage" CD
- [Chapter 37] Posession "Memento Mori" CD
- [Chapter 38] Machetazo "Mundo Cripta" CD
- [THRONE 01] Grief "Come to grief" 2x12" LP
- [THRONE 02] Monarch "Mer morte" 12" LP
- [THRONE 03] Grief "...And man will become the hunted" 2x12" LP
- [THRONE 04] Conan "Horseback Battlehammer" 12" LP
- [THRONE 05] Suma "Ashes" 2x12" LP
- [THRONE 06] Ludicra "The Tenant" 2x12" LP
- [THRONE 07] Suma / Unearthly Trance "MK-Ultra" 12" EP + CD
- [THRONE 08] Fleshpress "Rebuild / Crumble" 12" EP
- [THRONE 09] Fleshpress "No Return" 12" EP
- [THRONE 10] Posession "Spiritual Sirius" 12" LP
- [THRONE 11] Jarboe "Mahakali" 2x12" LP
- [TR 50] Noothgrush "Erode the Person Anthology 1997-1998" Digipack CD album (reissue)
- [TR 52] Corrupted "Nadie" 12" EP (repress)
- [TR 94] Lascar "Distant Imaginary Oceans" CD